# Секада, Джон
Хуан Секада (Juan Secada, род. 4 октября 1961 г. в Гаване), более известный как Джон Секада (Jon Secada), — кубинско-американский поп-исполнитель, лауреат премий «Грэмми», который пишет песни как для себя, так и для других латиноамериканских исполнителей: Глории Эстефан, Рики Мартина, Дженнифер Лопес.
Джон Секада начинал как бэк-вокалист Глории Эстефан. Вскоре он стал композитором и соавтором её нескольких успешных песен, что позволило ему начать сольную карьеру.
Секаде в соавторстве с Мигелем Морехоном удалось написать пробивной трек Just Another Day, добравшийся до лучшей пятёрки Billboard Hot 100 в 1992 году и сделавший его известным по всему миру. Вторым сильным хитом Секады из уже второго альбома стала композиция If You Go, добравшаяся до лучшей десятки Америки в 1994 г.
Композиция Just Another Day отличалась сильным, продвинутым для поп-музыки звуком, сильным вокалом исполнителя, этот же драйв сохранился и в композиции If You Go, однако последующие работы исполнителя не имели ничего общего с прежними хитами. Это уже были однообразные блеклые композиции в традиционном латиноамериканском стиле.
Исполнитель плавно отошёл на второй план, вернувшись к написанию песен другим исполнителям, и даже к бэк-вокалу (у Энрике Иглесиаса).